# Praça Diogo de Vasconcelos
Praça Diogo de Vasconcelos, popolarmente chiamata praça Savassi, è una piazza della città di Belo Horizonte, capitale dello stato brasiliano del Minas Gerais. Situata alla confluenza delle vie Cristoforo Colombo e Getúlio Vargas, nel quartiere di Savassi.
Il suo nome è in onore del politico e storico Diogo de Vasconcelos, che fu un pioniere nel difendere il patrimonio storico e artistico nazionale, ed è considerato il primo storico dell'arte in Brasile.
La piazza è il punto d'incontro dei belorizontesi, dato che si trova al centro del quartiere Savassi importante area commerciale della città. Fra i frequentatori le famiglie che si recano a fare shopping o nei bar e ristoranti della zona e i giovani bohemien che frequentano i bar e i night e trascorrono i week-end sui marciapiedi intorno alla piazza.